# Patrick Luan
Patrick Luan Dos Santos, född 31 oktober 1998, är en brasiliansk fotbollsspelare som spelar för Sion.

## Karriär
Luan debuterade för Fluminense i en 1–0-förlust mot Internacional den 8 februari 2017 i Primeira Liga, där han blev inbytt i halvlek mot Lucas Fernandes. Sommaren 2019 värvades Luan av schweiziska FC Sion. Han debuterade i Schweiziska superligan och gjorde ett mål den 19 juli 2019 i en 4–1-förlust mot FC Basel. I februari 2021 lånades Luan ut till Challenge League-klubben SC Kriens på ett låneavtal fram till sommaren 2021.
Den 11 augusti 2021 lånades Luan ut till Örebro SK på ett låneavtal över resten av säsongen 2021. Luan gjorde allsvensk debut den 22 augusti 2021 i en 1–1-match mot IK Sirius, där han blev inbytt i den 73:e minuten mot Dennis Collander.